# Ото Варбург
Ото Хајнрих Варбург (8. октобар 1883 - 1. август 1971) је немачки биохемичар и физиолог, добитник Нобелове награде за физиологију и медицину 1931. године, за истраживања о цитохромима у ћелијској респирацији. Ото Варбург се данас сматра једним од водећих цитолога 20. века.

## Биографија
Др Варбург је рођен 8. октобра 1883. године у Фрајбургу Немачка, у породици интелектуалаца: отац Емил Варбург је био професор физике и музичар - близак пријатељ познатих научника физичара ко што су: Макс Планк, Алберт Ајнштајн, Валтер Нернст, хемичар Емил Фишер, физиолог Теодор Енгелман, многи музичари, уметници и др.
Године 1906. Варбург завршава хемију на Берлинском универзитету и одмах наставља студије више медицине на Универзитету у Хајделбергу.
Од 1913. ради у лабораторији Института за биологију Кајзер Вилхелм (данас, Институт за физиологију Макс Планк) где је пет година касније изабран за професора.
Радови Др Ота Варбурга везани су за област фотосинтезе, и ћелијске респирације. У периоду између 1923. и 1925. године изучава настанак тумора и формирање туморских ћелија. Тада открива да канцерозне ћелије производе енергију ферментацијом глукозе и да би 35% редукована ћелијска респирација нормалних ембрионалних ћелија резултовала тиме да би нормалне ћелије прешле са оксидативног метаболизма на ферментацију.
Варбург је у експериментима механички смањио респирацију ћелија за 35%, док микроби смање ћелијску респирацију за 35% хемијским путем. Ферментација крвног шећера у лимфном систему, каналима или крвним судовима први је корак канцерозног процеса, јер она загађује непосредну околину. Када су ћелије лишене кисеоника оне прелазе на анаеробни метаболизам. Због тога имунски систем не препознаје канцерозне ћелије у раном стадијуму, као нападаче.
Током 1932. године изолује и проучава кристале девет ензима, учесника у метаболизму гликолизата, два коензима, као и серију „жутих“ ензима (флавопротеини), који имају функцију коензима у витаминима.
Током Другог светског рата остаје у Немачкој, и наставља са изучавањем биохемијских процеса који настају при гликолизи и ферментацији. Након завршетка рата сабира и објављује резултате свога рада, 
Варбург је умро 1970. године у Берлину, у 87. години живота од последица емболије.